# 탐오조사국
탐오조사국(貪汚調査局, CPIB)은 싱가포르의 부패방지기구이다. 총리 직속기관이며, 검찰과 경찰은 CPIB의 활동을 보조하는 정도에 그친다.

## 연표
- 1952년 - 검찰청 산하기구로 CPIB 설립. 대법원 사무실을 임대해서 사용
- 1957년 8월 31일 - 영국으로부터 말레이시아로 독립
- 1960년 - 부패방지법을 제정하여 CPIB에 강력한 수사권과 사법권을 부여. CPIB는 리콴유 초대 총리가 설립한 것임.
- 1965년 8월 9일 - 말레이시아로부터 싱가포르로 독립
- 2004년 4월 - 렝콕 바루 2번지에 처음으로 지하 2층, 지상 5층의 독립 청사 마련. 직원수는 모두 82명으로 이 중 20명은 행정·사무업무를 담당하고, 62명은 각종 부패관련 조사업무를 맡는다. 아시아 2위 청렴국인, 인구 7백만의 홍콩의 염정공서가 1200명 직원인 것에 비교해 보면, 아시아 1위 청렴국인, 인구 4백만의 싱가포르의 탐오조사국은 직원수가 매우 적은 편이다.
- 2009년 11월 17일 - 국제투명성기구가 발표한 부패지수(CPI}에서 싱가포르는 세계 3위였다. 뉴질랜드 1위, 홍콩 12위, 일본 17위, 대만 37위, 한국 39위를 차지했다. 즉, 싱가포르는 아시아에서 가장 청렴한 국가다. List_of_countries_by_Corruption_Perceptions_Index 참조.

## 같이 보기
- 국가예방부패국
- 염정공서